# Copernicia rigida
Espèce
Synonymes
- Copernicia rigida f. fissilingua León[1]

Statut de conservation UICN

 LC  : Préoccupation mineure
Copernicia rigida est une espèce de plantes de la famille des Arecaceae.

## Publication originale
- Bulletin of the Torrey Botanical Club 41: 17. 1914.